# Зандали
«Зандали» (англ. Zandalee) — американский драматический эротический триллер 1991 года. В международном прокате имеет рейтинг NC-17 («детям до 18…») Полностью снят в Новом Орлеане и его ближайших окрестностях. По мотивам повести Эмиля Золя «Тереза Ракен» (1867). Мировая премьера состоялась в Германии 9 мая 1991 года (широкий экран), в США — 18 июля 1991 года (выход на VHS).

## Сюжет
Новый Орлеан. Семейная жизнь Тьерри и Зандали Мартинов скучна, однообразна и предсказуема. Тьерри, когда-то известный поэт, опустил руки после смерти отца и теперь занимает номинальный пост вице-директора в его фирме, а Зандали жаждет полной жизни. Случайно их соседом становится старый друг Тьерри — Джонни, художник-наркоман, ищущий от жизни только удовольствий. Он быстро разбирается в состоянии Зандали и ему не составляет особого труда соблазнить её. Пучина секса затягивает их: они занимаются им часто и везде, где только возможно. Джонни просит Зандали развестись с мужем ради него, но та отказывается от этого, да и вообще решает прекратить измены, тем более Тьерри начинает догадываться о происходящем. Это совершенно не устраивает втянувшегося во вкус наслаждений Джонни.
Они втроём отправляются на отдых на природу, на́ реку (байу). В результате неаккуратного управления катером Тьерри падает в воду и тонет. Джерри, который много знает о произошедшем, даёт Зандали понять, что на самом деле это Джонни убил её мужа. Тем не менее вскоре Зандали возвращается в объятия Джонни.

## В ролях
- Николас Кейдж — Джонни Коллинс
- Джадж Рейнхолд — Тьерри Мартин
- Эрика Андерсон — Зандали Мартин, жена Тьерри
- Джо Пантолиано — Джерри, друг Зандали
- Вивека Линдфорс — Татта, бабушка Тьерри
- Аарон Невилл — Джек, бармен
- Джо-Эль Сонье — бармен
- Йен Эберкромби — Луис Медина
- Мариса Томей — Реми, подруга Джонни
- Кевин Макдональд — наркоторговец
- Зак Гэллиган — Рог
- Стив Бушеми